# أيومي كينوشيتا
أيومي كينوشيتا (باليابانية: 木下あゆ美) هي ممثلة يابانية، ولدت في 13 ديسمبر 1982 في اليابان.

## وصلات خارجية
- أيومي كينوشيتا على موقع IMDb (الإنجليزية)
- أيومي كينوشيتا على موقع ألو سيني (الفرنسية)
- أيومي كينوشيتا على موقع قاعدة بيانات الفيلم (الإنجليزية)
- أيومي كينوشيتا على موقع كينوبويسك (الروسية)